# Чешмекьой (вилает Лозенград)
Чешмекьой (на турски: Çeşmeköy) е село в Източна Тракия, Турция, Околия Лозенград, Вилает Лозенград.

## География
Селото се намира на 30 км северозападно от вилаетския център Лозенград (Къркларели), на 2 км от село Карахамза.

## История
В XIX век Чешмекьой е село в Одринската кааза на Одринския вилает на Османската империя. Според „Етнография на вилаетите Адрианопол, Монастир и Салоника“, издадена в Константинопол в 1878 година и отразяваща статистиката на населението от 1873 година, Чешмекьой (Tchechme-keu) има 20 домакинства и 85 мюсюлмани.